# Vieux-Mareuil
Vieux-Mareuil est une ancienne commune française située dans le département de la Dordogne, en région Nouvelle-Aquitaine.
Elle est intégrée au parc naturel régional Périgord-Limousin.
Au 1er janvier 2017, elle fusionne avec huit autres communes pour former la commune nouvelle de Mareuil en Périgord.

## Géographie

### Généralités

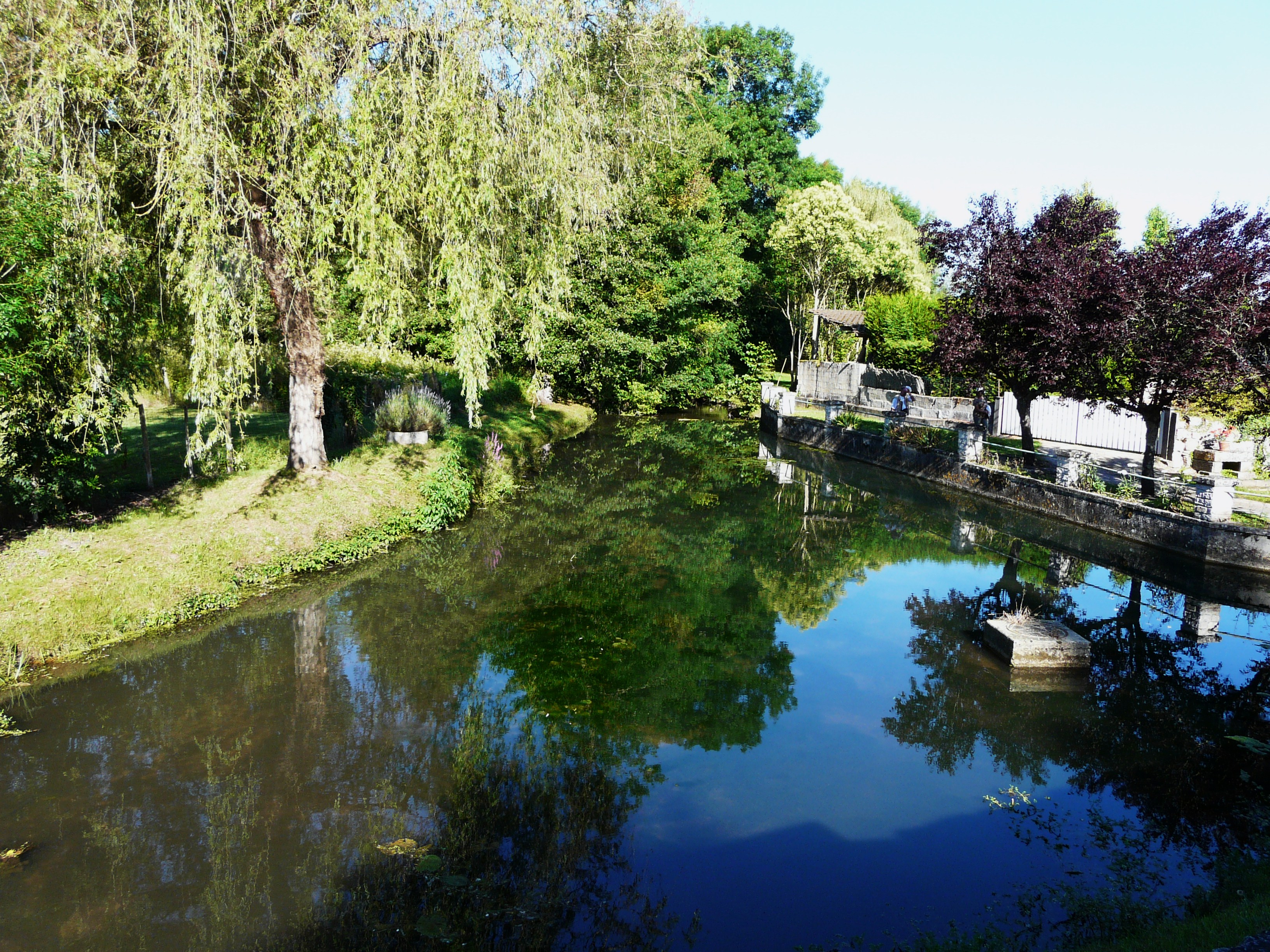
La Belle dans le bourg de Vieux-Mareuil.

Au nord-ouest du département de la Dordogne, la commune déléguée de Vieux-Mareuil se situe dans la partie centrale de la commune nouvelle de Mareuil en Périgord. Elle est arrosée par la Belle qui traverse le bourg, situé sur la route départementale 939 (l'ancienne route nationale 139), à 32 km au nord-ouest de Périgueux et 37 km au sud-est d'Angoulême, en distances orthodromiques.

### Communes limitrophes

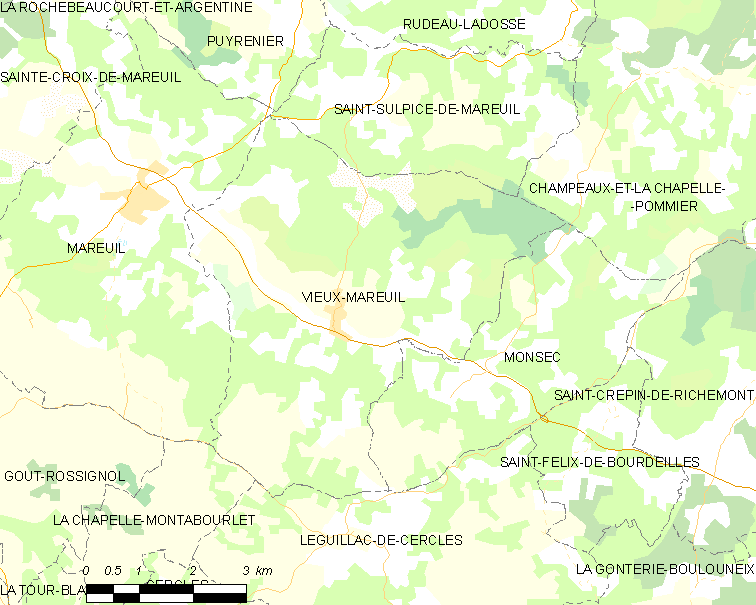
Carte de Vieux-Mareuil et des communes avoisinantes en 2016, avant la création de la commune nouvelle de Mareuil en Périgord.

En 2016, année précédant la création de la commune nouvelle de Mareuil en Périgord, Vieux-Mareuil était limitrophe de six autres communes. Au nord-ouest, son territoire était distant d'environ cent mètres de celui de Puyrenier.
|                          | Saint-Sulpice-de-Mareuil | Champeaux-et-la- Chapelle-Pommier |
| Mareuil                  | Vieux-Mareuil            | Monsec                            |
| La Chapelle-Montabourlet | Léguillac-de-Cercles     |                                   |

### Milieux naturels et biodiversité

#### Parc naturel
La commune fait partie du parc naturel régional Périgord-Limousin depuis la création de celui-ci en 1998, adhésion renouvelée en 2011.

#### ZNIEFF

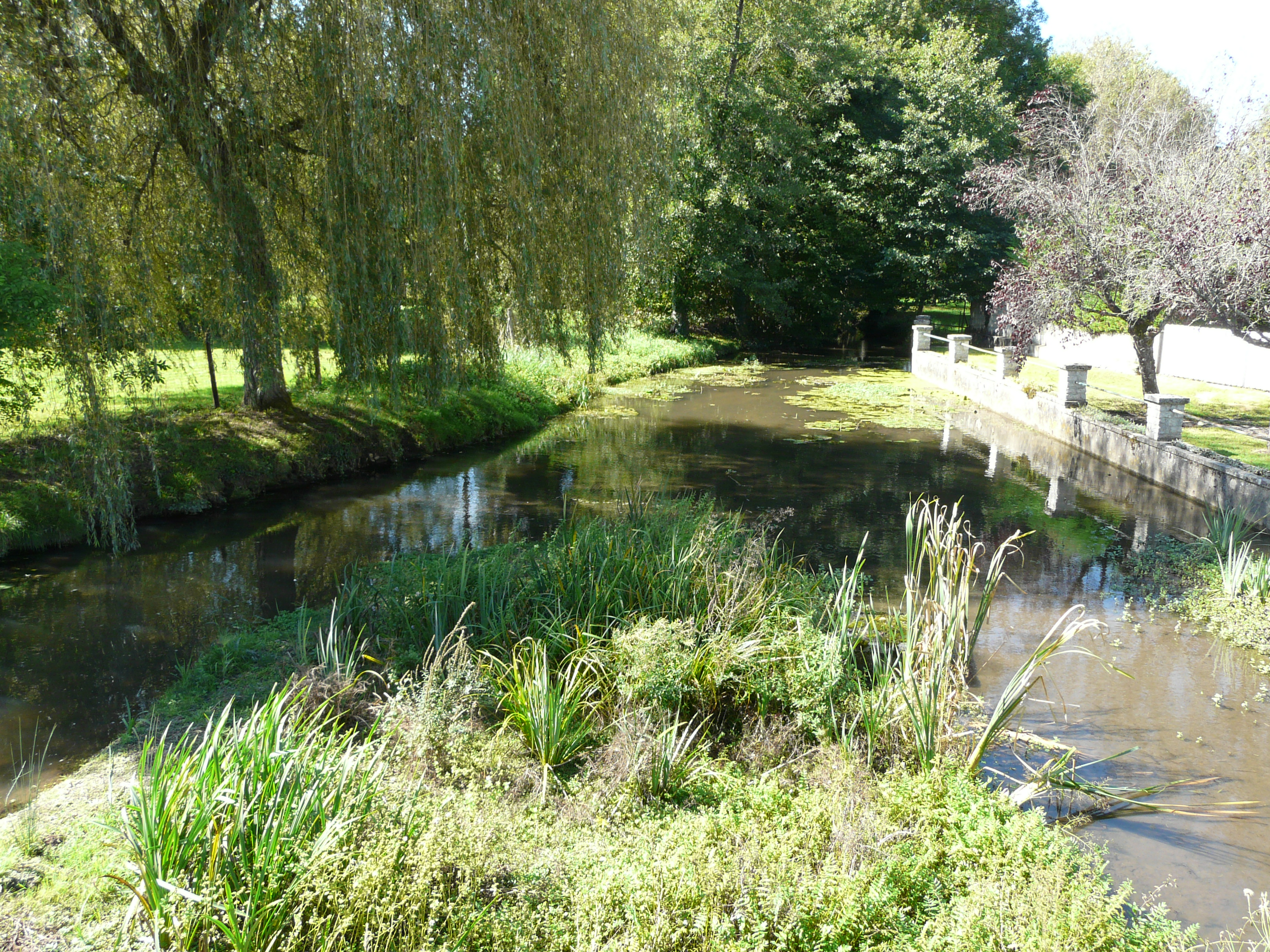
La Belle au bourg de Vieux-Mareuil.

En tant qu'affluent de la Nizonne, la vallée de la Belle est protégée au titre de la zone naturelle d'intérêt écologique, faunistique et floristique (ZNIEFF) de type II « Vallée de la Nizonne »,.
Sa faune est constituée d'environ 250 espèces dont trente sont considérées comme déterminantes :
- vingt mammifères, dont la Loutre d'Europe (Lutra lutra), le Vison d'Europe (Mustela lutreola) et dix-huit espèces de chauves-souris : la Barbastelle d'Europe (Barbastella barbastellus), le Grand murin (Myotis myotis), le Grand rhinolophe (Rhinolophus ferrumequinum), le Minioptère de Schreibers (Miniopterus schreibersii), le Murin à moustaches (Myotis mystacinus), le Murin à oreilles échancrées (Myotis emarginatus), le Murin de Bechstein (Myotis bechsteinii), le Murin de Daubenton (Myotis daubentonii), le Murin de Natterer (Myotis nattereri), la Noctule commune (Nyctalus noctula), la Noctule de Leisler (Nyctalus leisleri), l'Oreillard gris (Plecotus austriacus), l'Oreillard roux (Plecotus auritus), le Petit Murin (Myotis blythii), le Petit rhinolophe (Rhinolophus hipposideros), la Pipistrelle de Kuhl (Pipistrellus kuhlii), la Pipistrelle de Nathusius (Pipistrellus nathusii) et la Sérotine commune (Eptesicus serotinus) ;
- sept insectes dont quatre papillons : l'Azuré de la croisette (Phengaris rebeli), l'Azuré de la sanguisorbe (Phengaris teleius), le Cuivré des marais (Lycaena dispar), le Fadet des laîches (Coenonympha oedippus), et trois libellules : l'Agrion de Mercure (Coenagrion mercuriale), la Cordulie à corps fin (Oxygastra curtisii) et le Gomphe de Graslin (Gomphus graslinii) ;
- deux amphibiens, la Rainette verte (Hyla arborea) et le Triton marbré (Triturus marmoratus) ;
- un reptile : la Cistude d'Europe (Emys orbicularis).

Sa flore est également constituée de plus de deux cents espèces de plantes, dont neuf sont considérées comme déterminantes : la Fritillaire pintade (Fritillaria meleagris), la Gentiane des marais (Gentiana pneumonanthe), l'Hélianthème blanc (Helianthemum canum), l'Orchis à fleurs lâches (Anacamptis laxiflora), l'Orpin de Nice (Sedum sediforme), le Pigamon jaune (Thalictrum flavum), la Sabline des chaumes (Arenaria controversa), le Scirpe des bois (Scirpus sylvaticus) et l'Utriculaire citrine (Utricularia australis).
Sous-ensemble de la ZNIEFF précédente, la vallée de la Belle est une ZNIEFF de type I,. Deux espèces déterminantes y ont été identifiées, un mammifère : le Vison d'Europe, et une plante : la Fritillaire pintade.
Une autre ZNIEFF de type I « Coteaux calcaires des bords de la Nizonne et de la Belle » présente des pelouses calcaires, où s'épanouissent plus de 160 espèces de plantes dont plusieurs sont considérées comme déterminantes : la Cardoncelle (Carduncellus mitissimus), l'Euphorbe de Séguier (Euphorbia seguieriana), le Fumana à tiges retombantes (Fumana procumbens), l'Hélianthème blanc (Helianthemum canum), la Laîche humble (Carex humilis), l'Orpin de Nice (Sedum sediforme), la Sabline des chaumes  (Arenaria controversa) et le Thésium couché (Thesium humifusum), et dix-huit espèces d'orchidées terrestres : la Céphalanthère rouge Cephalanthera rubra, l'Homme-pendu (Orchis anthropophora), le Limodore à feuilles avortées (Limodorum abortivum), la Listère à feuilles ovales (Neottia ovata), l'Orchis bouc (Himantoglossum hircinum), l'Orchis bouffon (Anacamptis morio), l'Orchis brûlé (Neotinea ustulata), l'Orchis guerrier (Orchis militaris), l'Orchis mâle (Orchis mascula), l'Orchis moucheron (Gymnadenia conopsea), l'Orchis pyramidal (Anacamptis pyramidalis), l'Orchis pourpre (Orchis purpurea), l'Ophrys abeille (Ophrys apifera), l'Ophrys araignée (Ophrys sphegodes), l'Ophrys bourdon (Ophrys fuciflora), l'Ophrys brun (Ophrys fusca), l'Ophrys mouche (Ophrys insectifera) et la Platanthère à fleurs verdâtres (Platanthera chlorantha). Sur Vieux-Mareuil, les coteaux de la Belle concernés par cette ZNIEFF sont morcelés en une douzaine de sites qui représentent au total environ un kilomètre carré.

## Urbanisme

### Villages, hameaux et lieux-dits
Outre le bourg de Vieux-Mareuil proprement dit, le territoire se compose d'autres villages ou hameaux, ainsi que de lieux-dits :
- la Beynichie
- Brégnac
- les Chabannes
- les Chambarrières
- Chanet
- Chanet de la Lande
- la Chassagne
- Chavaroche
- Chaveroche
- le Cheyrou
- Combe de l'Autel
- Combe de Larat
- les Combettes
- les Coufourches
- l'Étang Bleu
- les Fayes
- la Férédie
- les Ferlandes
- la Forêt
- Fougères
- Fronsac
- les Gages
- la Grande Pièce
- Grange Neuve
- la Jardonnie
- les Landes
- Leycoussey
- Marafy
- les Marteilles
- le Maupas
- Montozon
- la Moulade
- Moulin du Roc
- chez Nardonnet
- chez Noaillac
- la Plagne
- les Plagnes
- la Pointerie
- les Potences
- les Pradelles
- le Pré de la Serve
- Rouchatoux
- la Roussie
- la Salle
- Terme des Balances
- les Tuiles.

## Toponymie

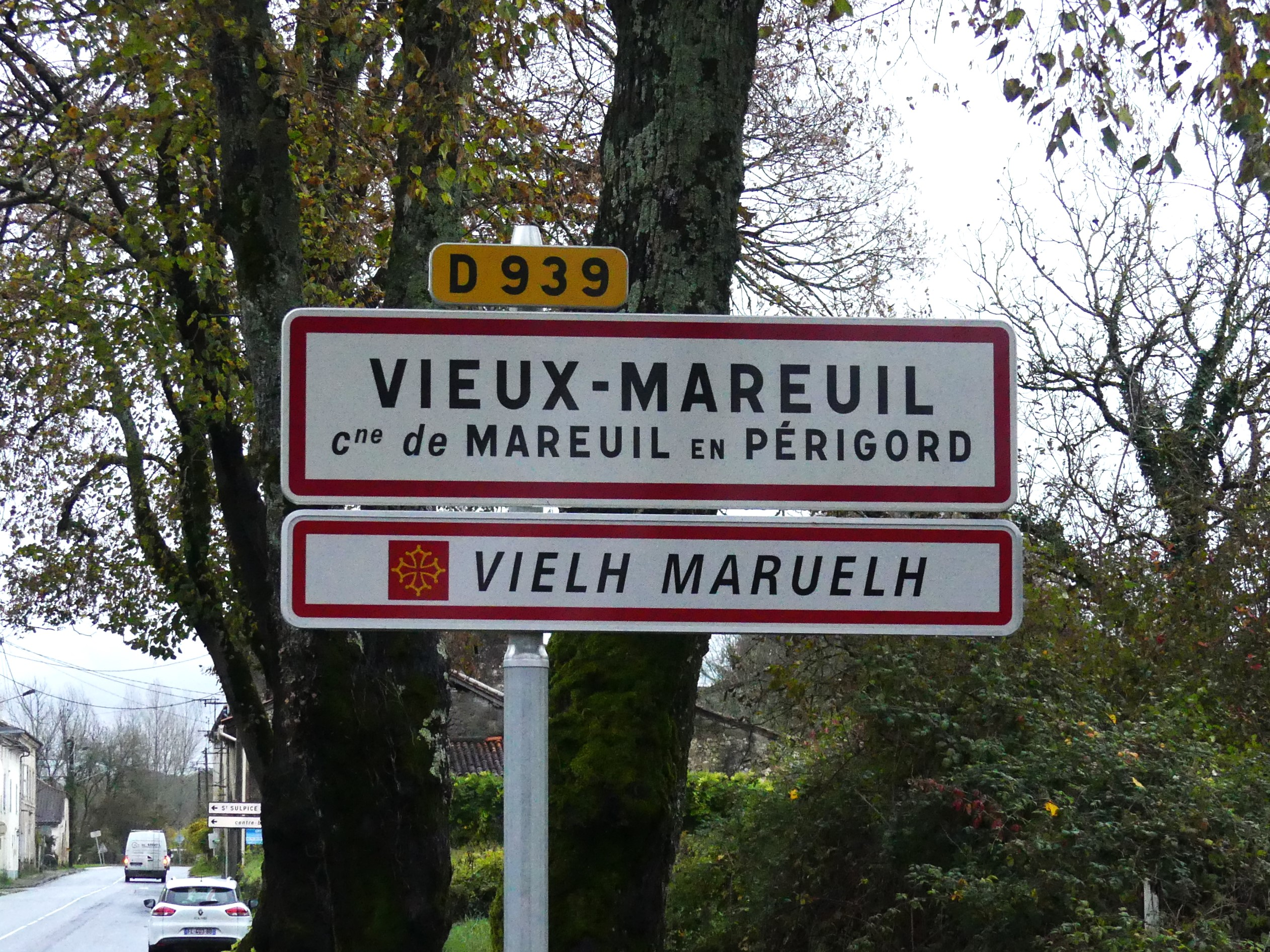
Panneau en français et occitan.

La forme latine Vetus (« Vieux ») Marolium apparaît au XIIIe siècle, époque où est édifiée l'église, puis Marolium en 1243 et Marollium en 1364.
Au XVIe siècle, apparaît l'opposition entre Mareul-Neuf (« Mareuil-Neuf ») et Vielh-Mareulh (« Vieux-Mareuil »), le même toponyme désignant deux lieux qu'il faut différencier. La forme occitane Vielh-Mareulh apparue au XVIe siècle est ensuite francisée en Vieux-Mareuil.
Le mot Mareuil, d'origine gauloise, est composé de °maro (« grand ») et de °-ialo qui désignait un espace découvert, une clairière, signifiant donc « grande clairière ». On le trouve au XIIe siècle dans le cartulaire d'Uzerche sous deux formes : Maroll en 1109 et Maroill en 1151.
En occitan, la commune porte le nom de Vielh Maruelh.

## Histoire

### Légende
Vieux-Mareuil tirerait son nom de Lucius Marullus, un des dix fonctionnaires romains qui résidaient à la tour de Vésone à Périgueux.
Durant l'été, cet illustre personnage habite la villa Marulla, construite selon sa volonté au bord de la Belle. Peu à peu, pour être protégés par la troupe, les hommes qui vivent dans les cluzeaux et dans les bois (Chanet, la Salle,...) s'installent autour de la villa. Ainsi se constitue le village, composé d'une villa romaine entourée de cabanes de bois.
Le nom de Marulla se transforme par la suite en Mareuil. Au XIIe siècle, le seigneur de Mareuil s'établit à cinq kilomètres du village, en aval de la rivière. Il construit un nouveau château, à proximité du village de Saint-Priest, à l'origine de l'actuelle commune de Mareuil.

### Éléments historiques
Bien avant les Gaulois, le territoire était habité par les hommes du Magdalénien (17 000 à 10 000 ans avant le présent, époque de Lascaux) qui ont laissé leurs traces dans la grotte de Fronsac. Le bourg est bâti sur l'emplacement d'une villa gallo-romaine. Les fouilles effectuées en 1884 ont mis au jour une mosaïque déposée au musée archéologique du département de la Dordogne et disparue depuis. De nouvelles fouilles préventives effectuées en 2024 avant le renouvellement des réseaux d'assainissement et d'eau potable du bourg ont révélé des tessons de céramique des Ier et IIe siècles, des maçonneries du IVe siècle ainsi qu'un fragment de mosaïque polychrome d'un mètre de long sur dix centimètres de large qui daterait de la période du IIIe au Ve siècle.
La paroisse existait déjà en l'an 800. Elle devait, par la suite, être divisée en trois nouvelles paroisses : Saint-Pardoux, Saint-Priest et Saint-Sulpice. Jusqu'à la Révolution, Vieux-Mareuil est le siège d'un archiprêtré dont dépendent les paroisses d'alentour. Après le concordat de 1801, Mareuil, chef-lieu du canton, devient le siège du doyenné et Vieux-Mareuil n'est plus qu'une simple commune.
Sous l'Ancien Régime, Vieux-Mareuil appartient à la baronnie de Mareuil. Il n'a jamais constitué une seigneurie. En 1789, la baronnie de Mareuil appartient à la famille de Talleyrand. M. de Talleyrand y avait un droit de justice, délégué au juge des paroisses de la baronnie et percevait la moitié des dîmes. Le bénéfice de Vieux-Mareuil n'était pas important.
Le 1er janvier 1828, le village de Puyréal qui dépendait jusqu'alors de Vieux-Mareuil est rattaché à Monsec. En 1867, la section de Saint-Laurent est réunie à la commune de Mareuil.
Au 1er janvier 2017, Vieux-Mareuil fusionne avec huit autres communes pour former la commune nouvelle de Mareuil en Périgord dont la création a été entérinée par l'arrêté du 26 septembre 2016, entraînant la transformation des neuf anciennes communes en « communes déléguées ».

## Politique et administration

### Rattachements administratifs et électoraux
Dès 1790, la commune de Vieux-Mareuil est rattachée au canton de Mareuil qui dépend du district de Nontron jusqu'en 1795, date de suppression des districts. En 1801, ce canton est rattaché à l'arrondissement de Nontron.
Dans le cadre de la réforme de 2014 définie par le décret du 21 février 2014, ce canton disparaît aux élections départementales de mars 2015. La commune est alors rattachée au canton de Brantôme, renommé canton de Brantôme en Périgord en 2020.

### Administration municipale
La population de la commune étant comprise entre 100 et 499 habitants au recensement de 2011, onze conseillers municipaux ont été élus en 2014,. Seuls neuf d'entre eux siégeront au conseil municipal de la commune nouvelle de Mareuil en Périgord, jusqu'au renouvellement des conseils municipaux français de 2020.

### Liste des maires puis des maires délégués
| Période                                  | Période       | Identité                             | Étiquette   | Qualité                      |
| ---------------------------------------- | ------------- | ------------------------------------ | ----------- | ---------------------------- |
| Les données manquantes sont à compléter. |               |                                      |             |                              |
| 1790                                     | 1791          | Élie Montastier                      |             | Curé de Vieux Mareuil        |
| 1791                                     | 1792          | Sicaire Marchapt                     |             | Laboureur propriétaire       |
| 1792                                     | 1793          | Pierre Petit Lafon                   |             | Chirurgien                   |
| 1793                                     | 1793          | Sicaire Marchapt                     |             |                              |
| 1793                                     | 1795          | Léonard Duclaud                      |             | Voiturier propriétaire       |
| 1795                                     | 1799          | Municipalité de canton               |             |                              |
| 1800                                     | 1813          | Jean Neulhier                        |             | Officier de santé            |
| 1813                                     | 1815          | Charles de Maillard fils             |             | Propriétaire                 |
| 1815                                     | 1826          | Sicaire Jean Demignot                |             | Propriétaire                 |
| 1826                                     | 1830          | Guillaume de Maillard de Beaurecueil |             | Propriétaire                 |
| 1830                                     | 1833          | Sicaire Demignot                     |             | Propriétaire                 |
| 1833                                     | 1846          | Gilbert Neulhier                     |             | Officier de santé            |
| 1846                                     | 1865          | Jacques Demignot                     |             | Propriétaire                 |
| 1865                                     | 1870          | Jean Clément                         |             | Propriétaire                 |
| 1870                                     | 1870          | Jacques Demignot                     |             |                              |
| 1870                                     | 1876          | Jacques Jules Desmaison              |             | Officier supérieur (général) |
| 1876                                     | 1881          | Jean Lamy CLément                    |             | Propriétaire                 |
| 1881                                     | 1884          | Joseph Alphonse Laboureaux           |             | Instituteur et propriétaire  |
| 1884                                     | 1888          | Aubin Puyjarinet                     |             | Propriétaire                 |
| 1888                                     | 1904          | Joseph Alphonse Laboureaux           | SE          | Propriétaire                 |
| 1904                                     | 1908          | Alphonse Puyjarinet                  | SE          | Propriétaire                 |
| 1908                                     | 1912          | Pierre Maille                        | SE          |                              |
| 1912                                     | 1919          | Ferdinand Chapeau                    | SE          | Agriculteur                  |
| 1919                                     | 1925          | Alphonse Puyjarinet                  | SE          | Propriétaire                 |
| 1925                                     | 1944          | Émile Puyjarinet                     | SE          | Propriétaire                 |
| 1944                                     | 1951          | Alphonse Puyjarinet                  | SE          |                              |
| 1951                                     | 1959          | Jean Eléon                           | SE          | Commerçant                   |
| 1959                                     | 1965          | Jean Lacroze                         | SE          | Retraité                     |
| 1965                                     | 1968          | Michel Terrain                       | SE          | Agriculteur                  |
| 1968                                     | 1985          | Jean Mandeix                         | SE          |                              |
| 1983                                     | 2001          | André Martin                         | SE          | Artisan Menuisier            |
| 2001                                     | avril 2014    | Guy Bébot                            | DVD puis SE | Retraité DDE                 |
| avril 2014                               | décembre 2016 | Bernard de Montety                   |             |                              |

| Période      | Période  | Identité            | Étiquette | Qualité |
| ------------ | -------- | ------------------- | --------- | ------- |
| janvier 2017 | mai 2020 | Bernard de Montety  |           |         |
| mai 2020     | En cours | Christian Monceyron |           |         |

## Démographie
| 1692 | 1694 | 1713 | 1745 | 1769 | 1774 | 1789 |
| ---- | ---- | ---- | ---- | ---- | ---- | ---- |
| 360  | 201  | 260  | 375  | 340  | 334  | 340  |

En 2016, dernière année en tant que commune indépendante, Vieux-Mareuil comptait 344 habitants. À partir du XXIe siècle, les recensements des communes de moins de 10 000 habitants ont lieu tous les cinq ans (2007, 2012 pour Vieux-Mareuil). Depuis 2006, les autres dates correspondent à des estimations légales.
Au 1er janvier 2022, la commune déléguée de Vieux-Mareuil compte 313 habitants.
| 1793  | 1800  | 1806  | 1821  | 1831  | 1836  | 1841  | 1846  | 1851  |
| ----- | ----- | ----- | ----- | ----- | ----- | ----- | ----- | ----- |
| 1 107 | 1 071 | 1 059 | 1 075 | 1 012 | 1 109 | 1 038 | 1 048 | 1 086 |

| 1856  | 1861  | 1866  | 1872 | 1876 | 1881 | 1886 | 1891 | 1896 |
| ----- | ----- | ----- | ---- | ---- | ---- | ---- | ---- | ---- |
| 1 053 | 1 002 | 1 003 | 935  | 931  | 916  | 874  | 807  | 780  |

| 1901 | 1906 | 1911 | 1921 | 1926 | 1931 | 1936 | 1946 | 1954 |
| ---- | ---- | ---- | ---- | ---- | ---- | ---- | ---- | ---- |
| 689  | 730  | 694  | 600  | 604  | 612  | 568  | 554  | 467  |

| 1962 | 1968 | 1975 | 1982 | 1990 | 1999 | 2007 | 2012 | 2016 |
| ---- | ---- | ---- | ---- | ---- | ---- | ---- | ---- | ---- |
| 425  | 393  | 398  | 384  | 350  | 342  | 329  | 345  | 344  |

## Économie

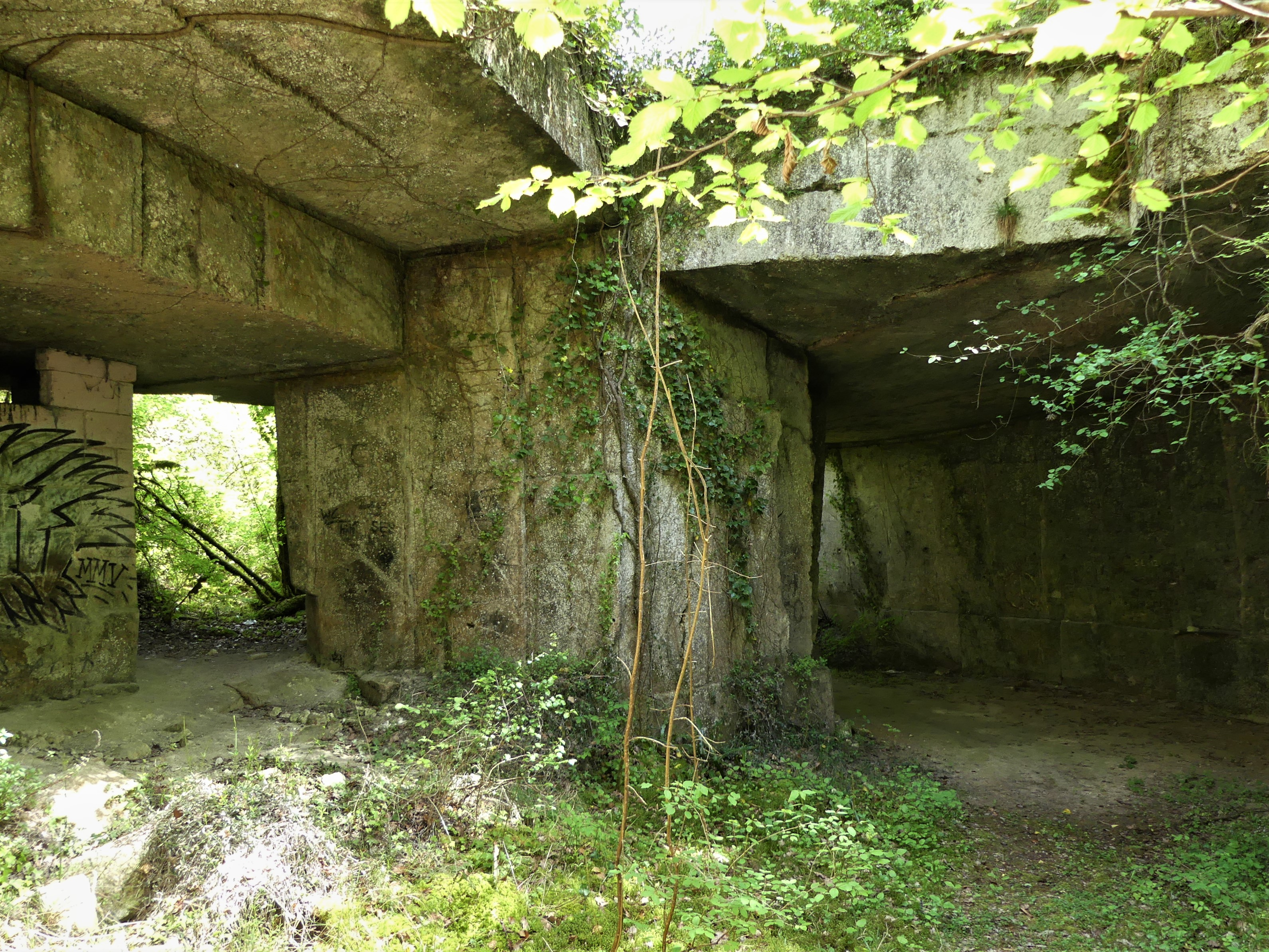
Carrière de calcaire abandonnée, le long du GR 36 sur le coteau situé au nord du lieu-dit la Salle.

Les données économiques de Vieux-Mareuil sont incluses dans celles de la commune nouvelle de Mareuil en Périgord.

## Culture locale et patrimoine

### Lieux et monuments
- Abri du Roc de Rappe (cluzeau).
- Grotte préhistorique de Fronsac ornée de gravures et dessins datant du Paléolithique supérieur, classée au titre des monuments historiques depuis 2024[31], fermée au public.
- Vestiges gallo-romains et mérovingiens.
- Église Saint-Pierre-ès-Liens, église romane du XIIe siècle, classée monument historique en 1912[32],[33]. Église-forteresse à file de coupoles. Trace de mâchicoulis et bretèche. Clocher carré (rebâti à la suite d'un incendie dû à la foudre, en 1940). Elle recèle trois tableaux des XVIIIe et XIXe siècles, inscrits en 2006 au titre des monuments historiques[34],[35],[36].

L'église.
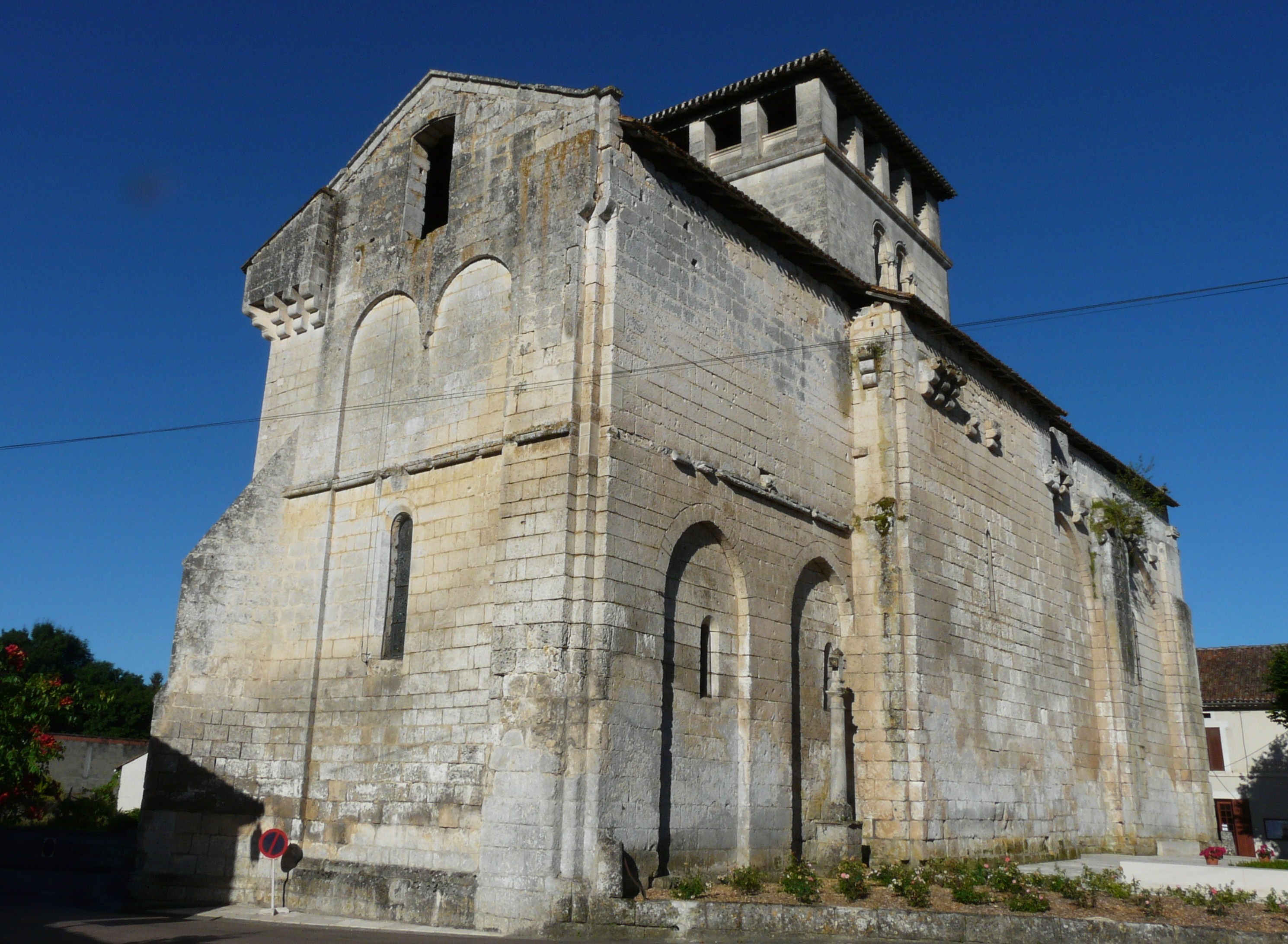
L'église.
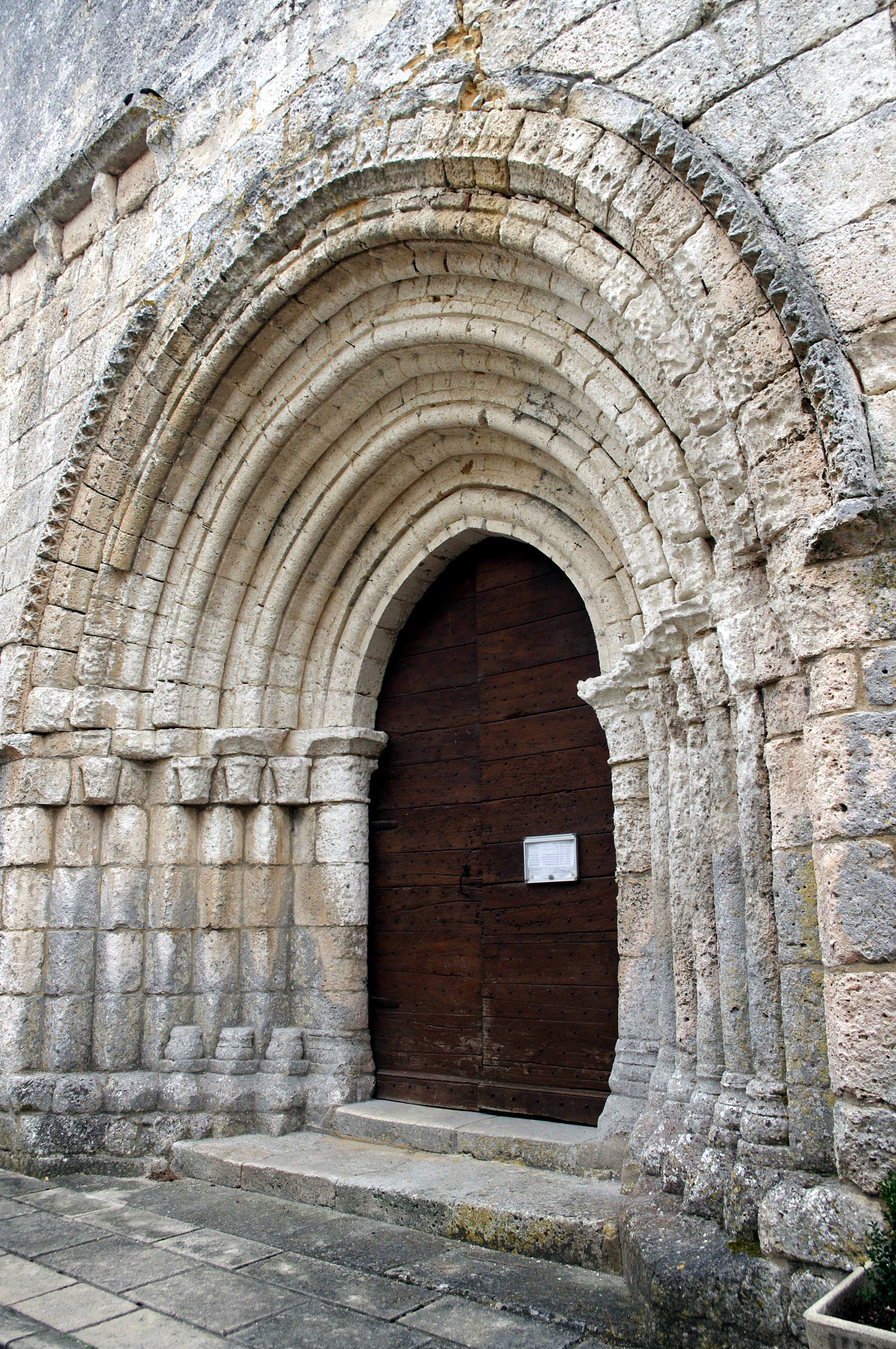
Son portail.
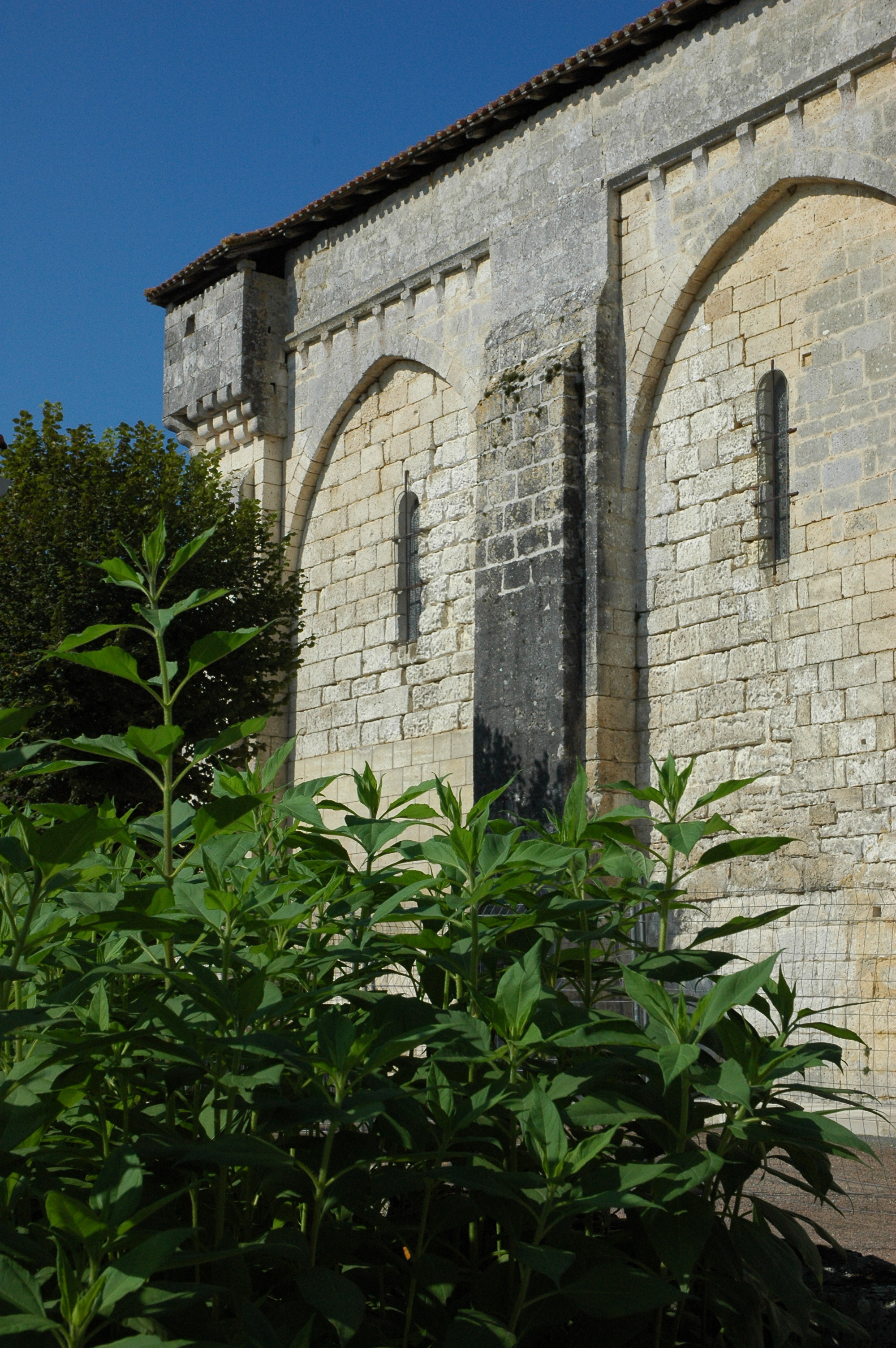
Façade sud avec échauguette.
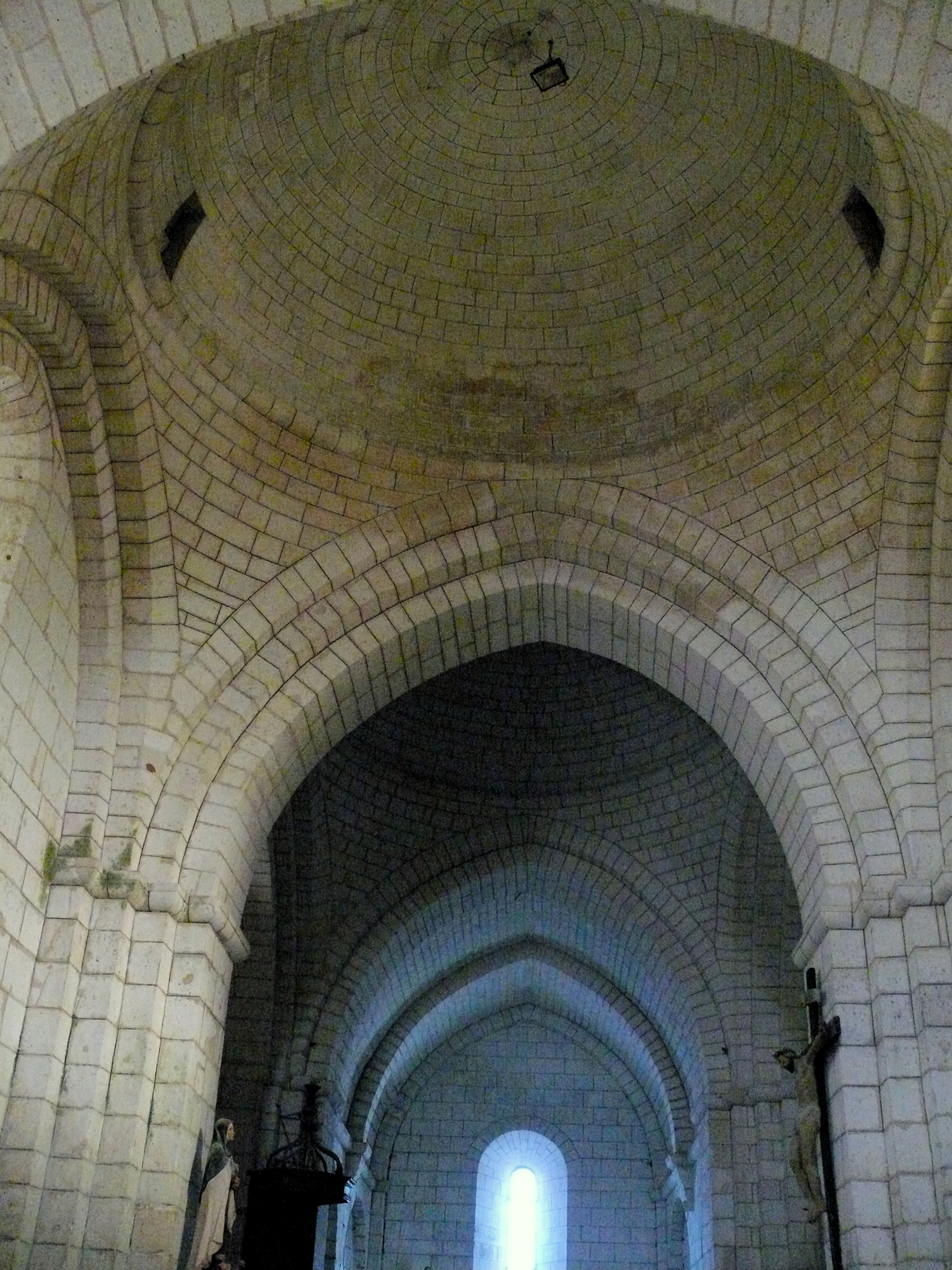
Église sur file de coupoles.
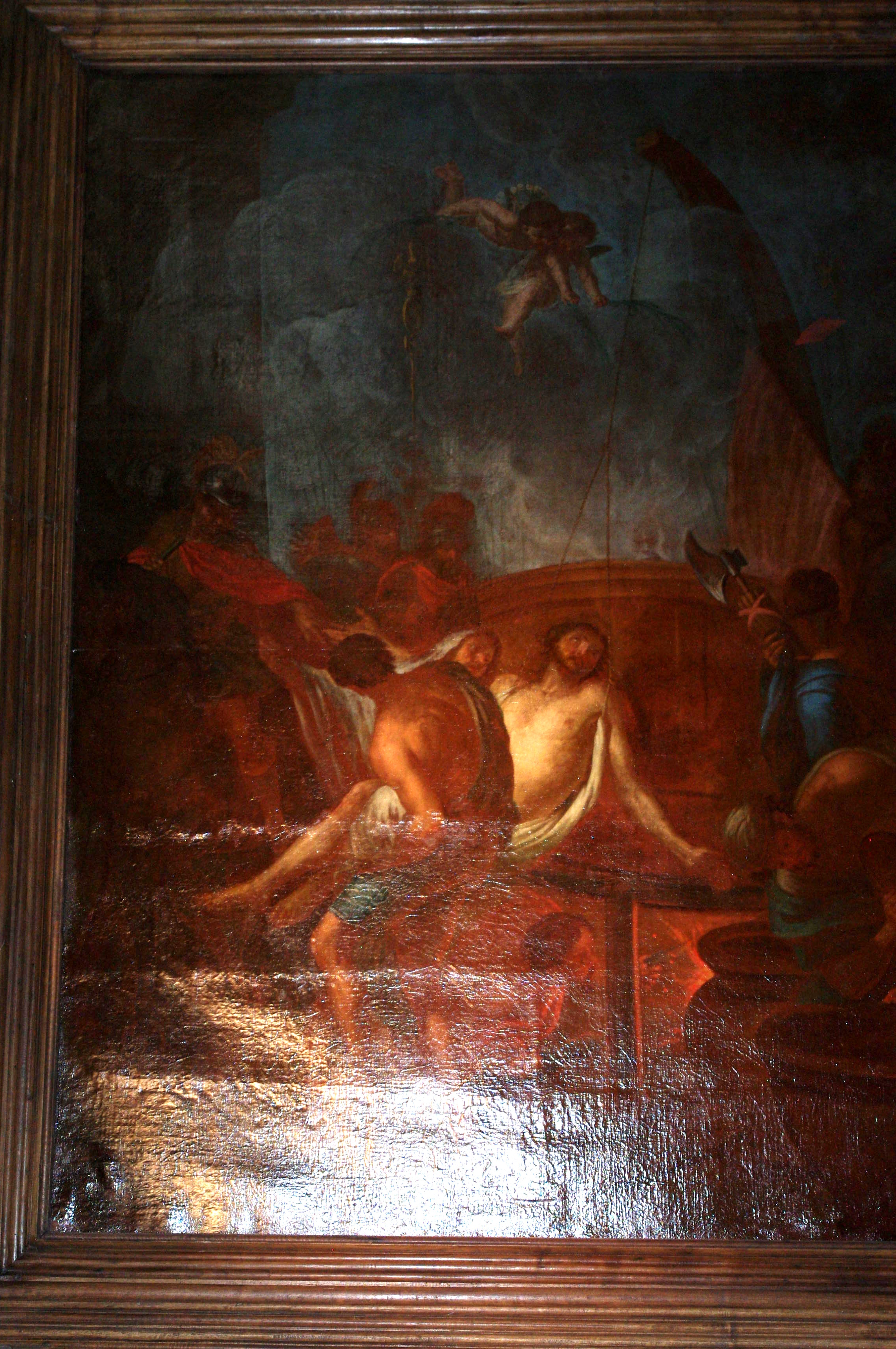
Tableau Saint Jean devant la Porte Latine.
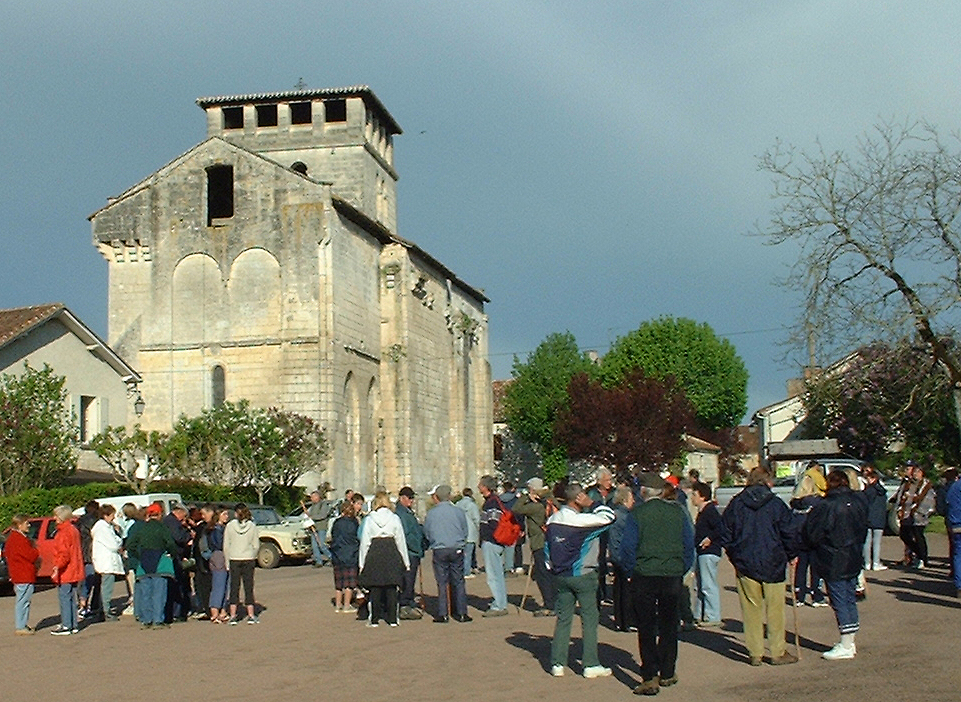
La place de l'Église-Saint-Pierre.

#### Demeures anciennes
- Château de Marafy (ou Maraffy), du XVIIIe siècle.
- Château de Chanet, (tour crénelée XVe siècle, logis XVIe siècle, chapelle XVIIe siècle), inscrit au titre des monuments historiques en 2009[37].
- Château de Chaveroche (XVe et XVIIe siècles avec vestiges médiévaux).
- Manoir de Fronsac, du XVIIe siècle.

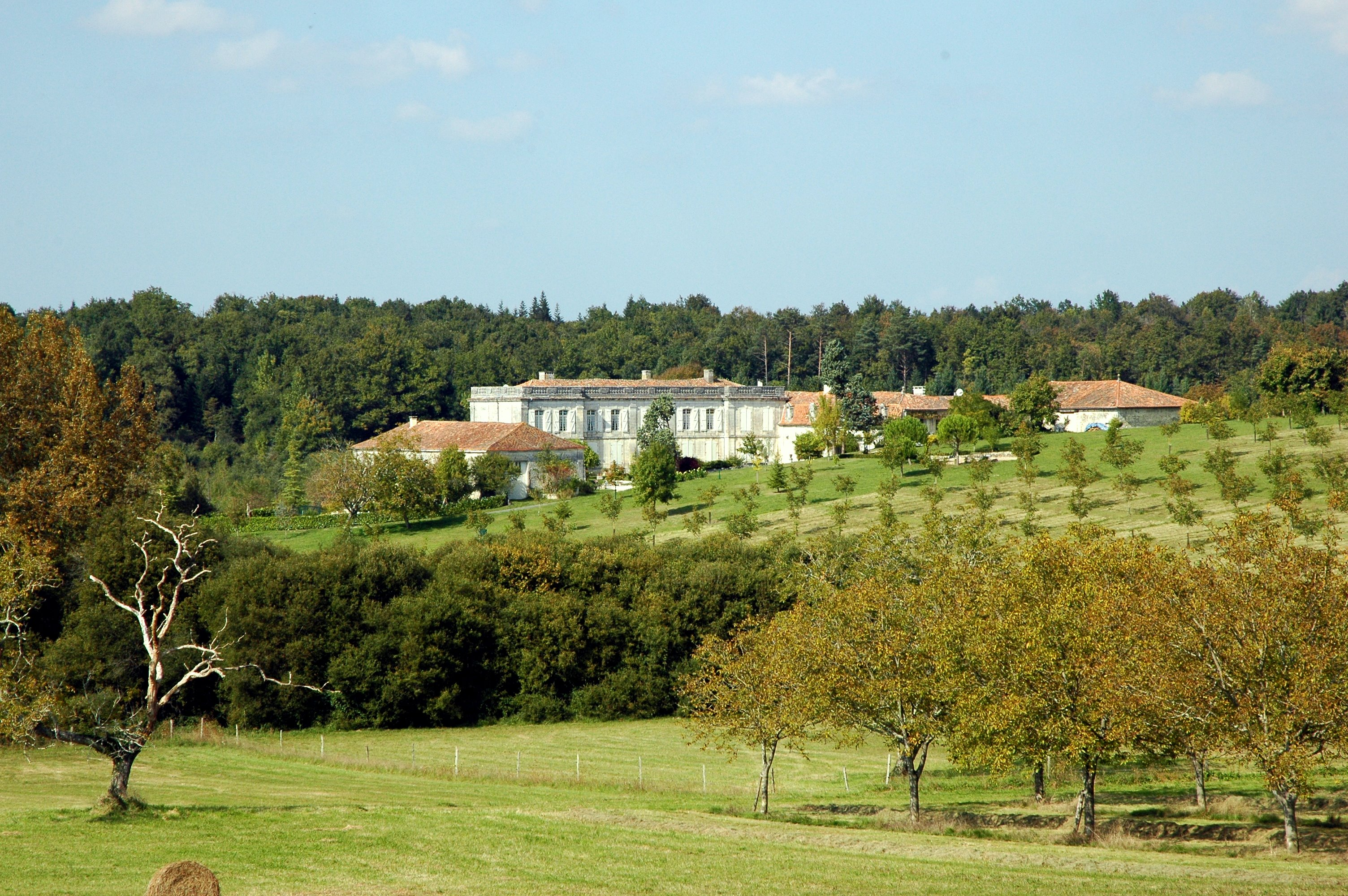
Le château de Maraffy.
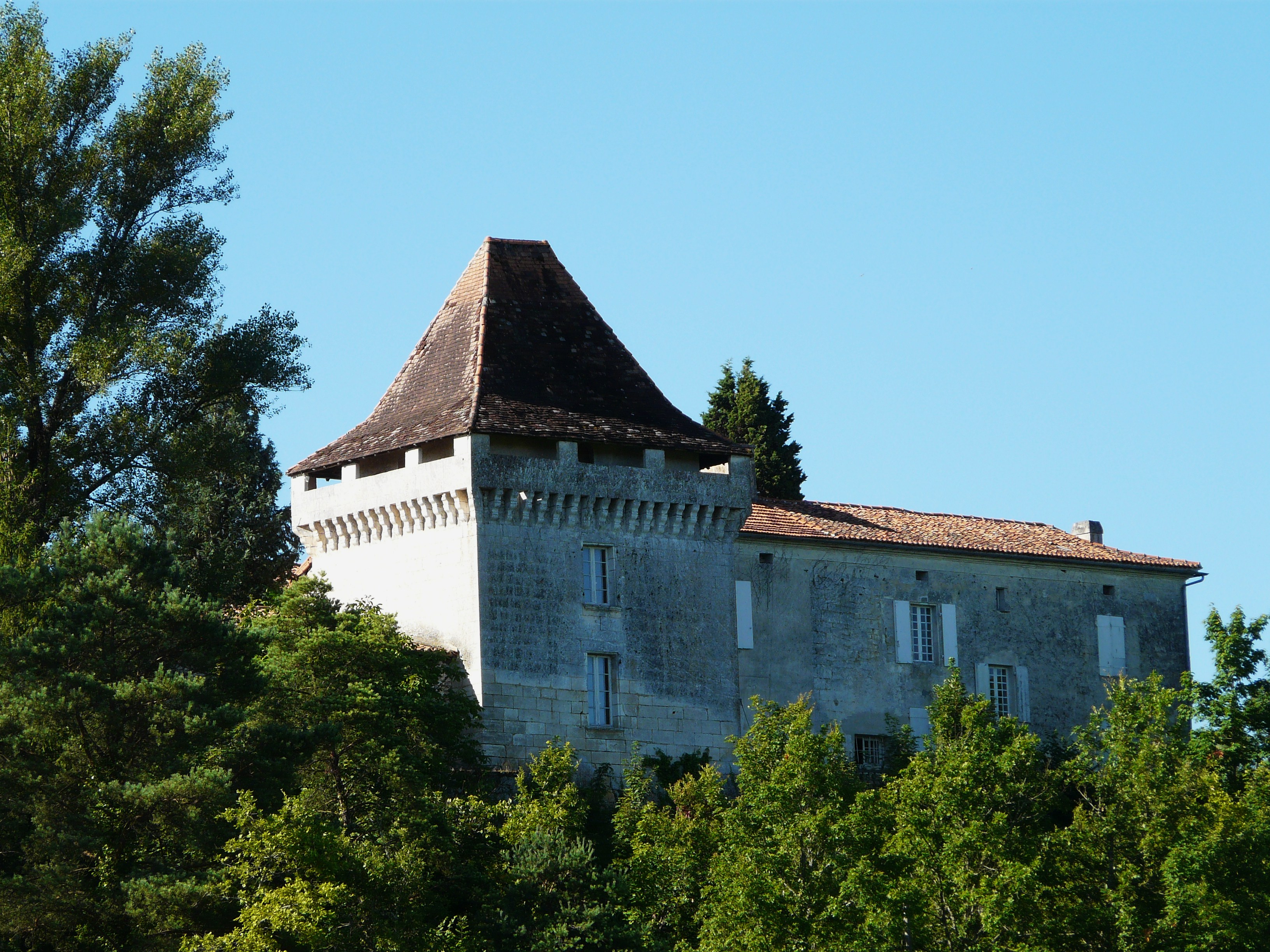
Le château de Chanet.
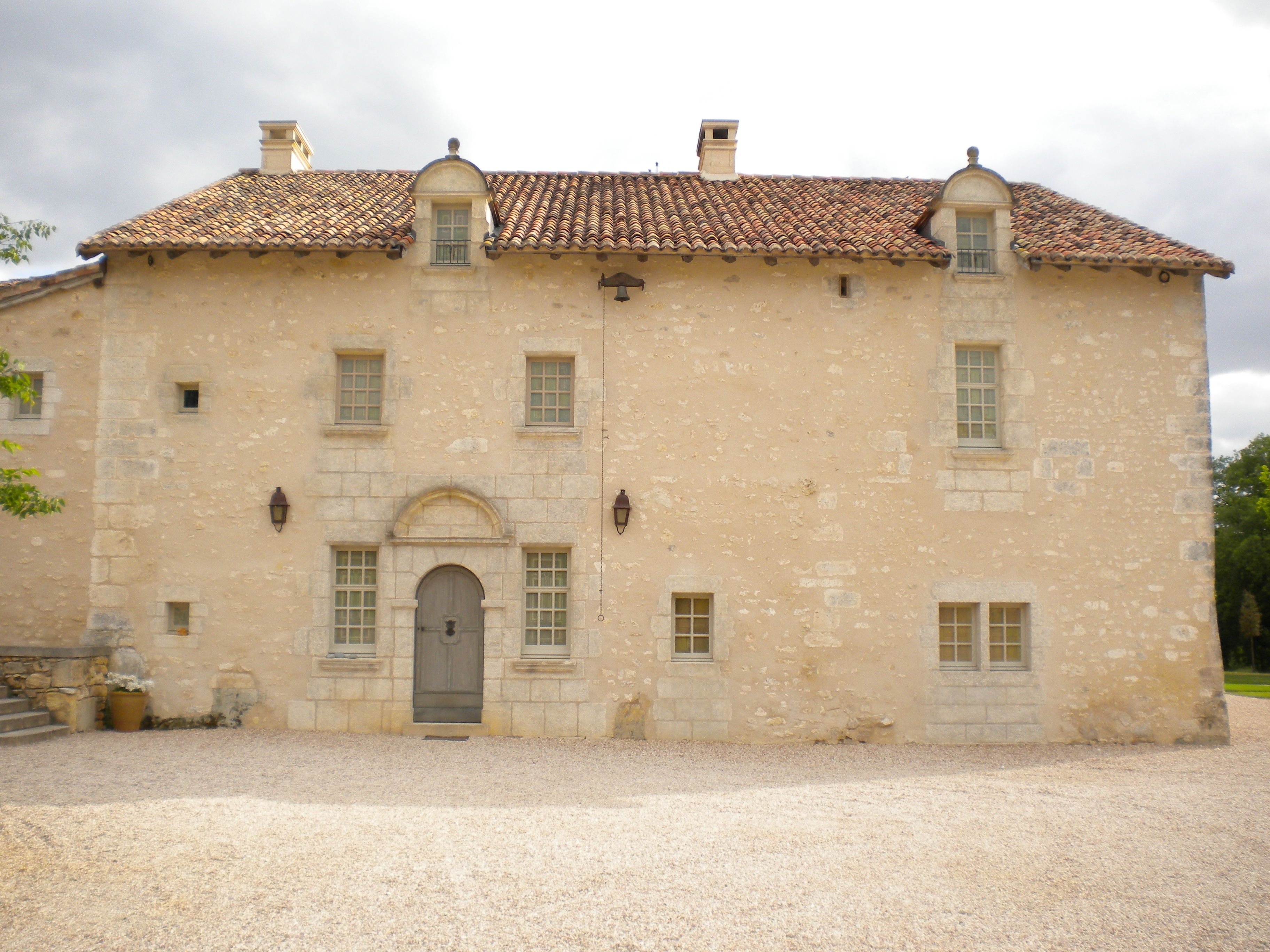
Le manoir de Fronsac.

#### Autres curiosités
- Nombreuses croix de mission.
- Lavoirs et fontaines.

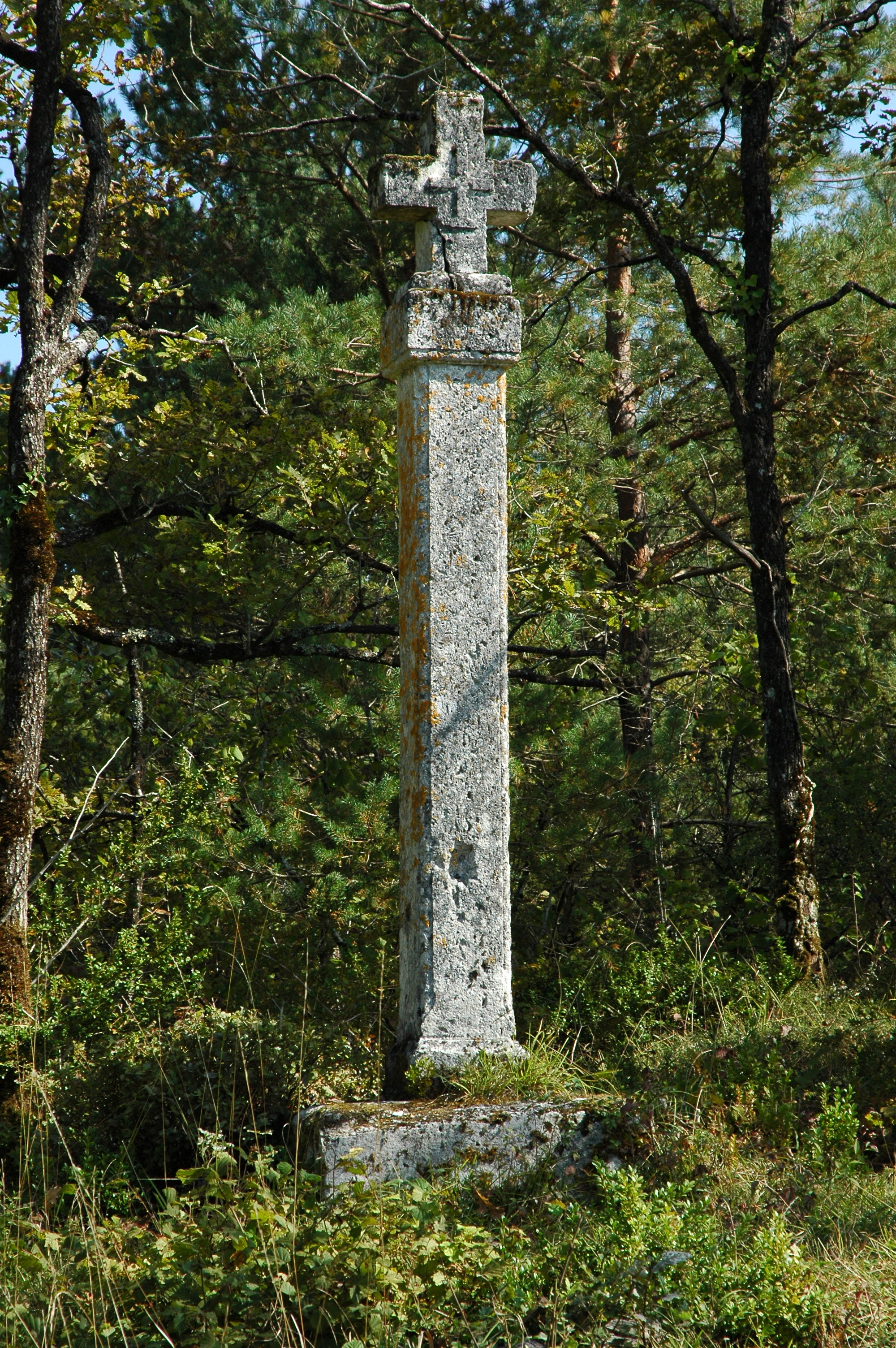
La croix des Cagouilles.
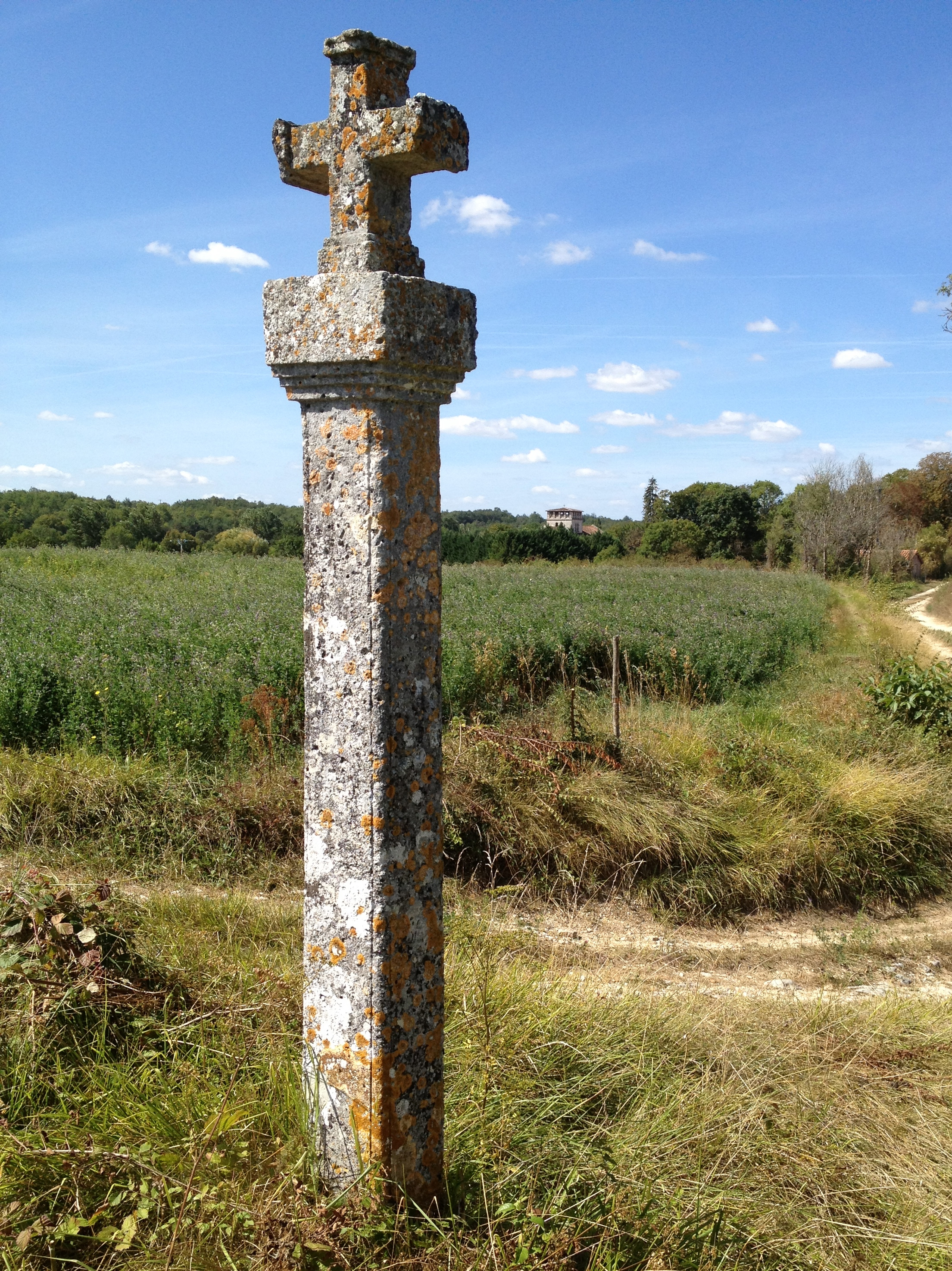
La croix de Pontalanche.

### Personnalités liées à la commune
- Pierre-Philippe Niocel (1833-1909), né à Vieux-Mareuil est un instituteur et érudit périgourdin, auteur de deux livres de mathématiques publiés chez Larousse à la fin du Second Empire.
- Paul Brégeat, né le 12 novembre 1909 à Vieux-Mareuil. Ce professeur de médecine, spécialiste en ophtalmologie de grande renommée occupa la chaire de Clinique ophtalmologique du C.H.U. Cochin-Port-Royal à Paris. Il est mort le 5 octobre 1989 à Périgueux où il avait été hospitalisé. Ses parents étaient instituteurs à Vieux-Mareuil, son grand-père y était menuisier et son arrière grand-père tisserand. Une rue du village porte son nom[38],[39].
- Raymond Boucharel, né le 9 mars 1907 en Corrèze, épousa Lili Eléon fille de commerçants de Vieux-Mareuil. Ce couple d’instituteurs fit l’école aux enfants de Champeaux jusqu’à ce que la guerre éclate. Le capitaine Boucharel est fait prisonnier en 1940, il s’évade quatre mois plus tard. Réputé franc-maçon, le gouvernement de Vichy le « démissionne d’office ». Il rejoint la résistance début 1942 et devient un des chefs du maquis nontronnais. Très attaché à Vieux-Mareuil, il sera le conseiller général du canton de Mareuil de 1945 à 1958. Une rue de Nontron et une autre à Mareuil portent son nom. Décédé le 23 janvier 1993 à Périgueux, il est inhumé à Vieux-Mareuil[40].

### Héraldique
| Blason de Vieux-Mareuil | Blason  | Parti : au 1er d’azur au lion d’or armé et lampassé de gueules, au 2e de gueules aux quatre chaînes d’or en sautoir reliées par un anneau et terminées par un maillon brisé. |
| Blason de Vieux-Mareuil | Détails | Le statut officiel du blason reste à déterminer. |